# (153958) 2002 AM31
(153958) 2002 AM31 – planetoida z grupy Apolla, należąca do obiektów bliskich Ziemi i potencjalnie niebezpiecznych obiektów.
Planetoida została odkryta 14 stycznia 2002 w ramach programu LINEAR. Szacuje się, że ma ona średnicę ok. 340 metrów. Należy do asteroid klasy V, S lub Sq (pośredniej pomiędzy klasami S i Q).
22 lipca 2012 przeleciała ona stosunkowo blisko Ziemi, zbliżając się do naszej planety na odległość 0,0351 j.a. (niecałe 14 razy tyle, co odległość Ziemi od Księżyca). Następne podobnie bliskie zbliżenie planetoidy do Ziemi będzie miało miejsce w 2032, ale także wtedy nie będzie stanowiła żadnego zagrożenia dla Ziemi.
Obserwacje radarowe wykonane podczas tego przelotu w Obserwatorium Arecibo wskazują, że posiada ona księżyc.